# Dněsterský rajón
Dněsterský rajón (ukrajinsky Дністровський район) je rajón v Černovické oblasti na Ukrajině. Hlavním městem je sídlo městského typu Kelmenci a rajón má přibližně 158 tisíc obyvatel. 

## Města v rajónu
- Chotyn
- Novodnistrovsk
- Sokyrjany